# Dienststätte
Dienststätte ist in Deutschland die Stelle, bei der ein Beschäftigter regelmäßig Dienst versieht. Es gehören zu ihr alle Stellen innerhalb einer abgegrenzten Liegenschaft, auch bei Überschreitung von Gemeindegrenzen. Bei Telearbeit oder mobilem Arbeiten ist die Dienststätte allein der Teil der zuständigen Dienststelle, dem der häusliche oder mobile Arbeitsplatz durch Geschäftsverteilungsplan zugewiesen und mit dem er technisch verbunden ist.
Der Begriff wird überwiegend im Dienstrecht sowie im Arbeitsrecht der Arbeitnehmer im öffentlichen Dienst (Tarifbeschäftigte) verwendet. Im Einkommensteuerrecht wird stattdessen von „(erster) Tätigkeitsstätte“ gesprochen (vgl. z. B. § 9 Abs. 2 Satz 1 Nr. 4 EStG).
Die politische Gemeinde, in der die Dienststätte liegt, ist der Dienstort. Wird außerhalb der Dienststätte ein Dienstgeschäft ausgeübt, liegt eine Dienstreise vor.